# Personificación de América

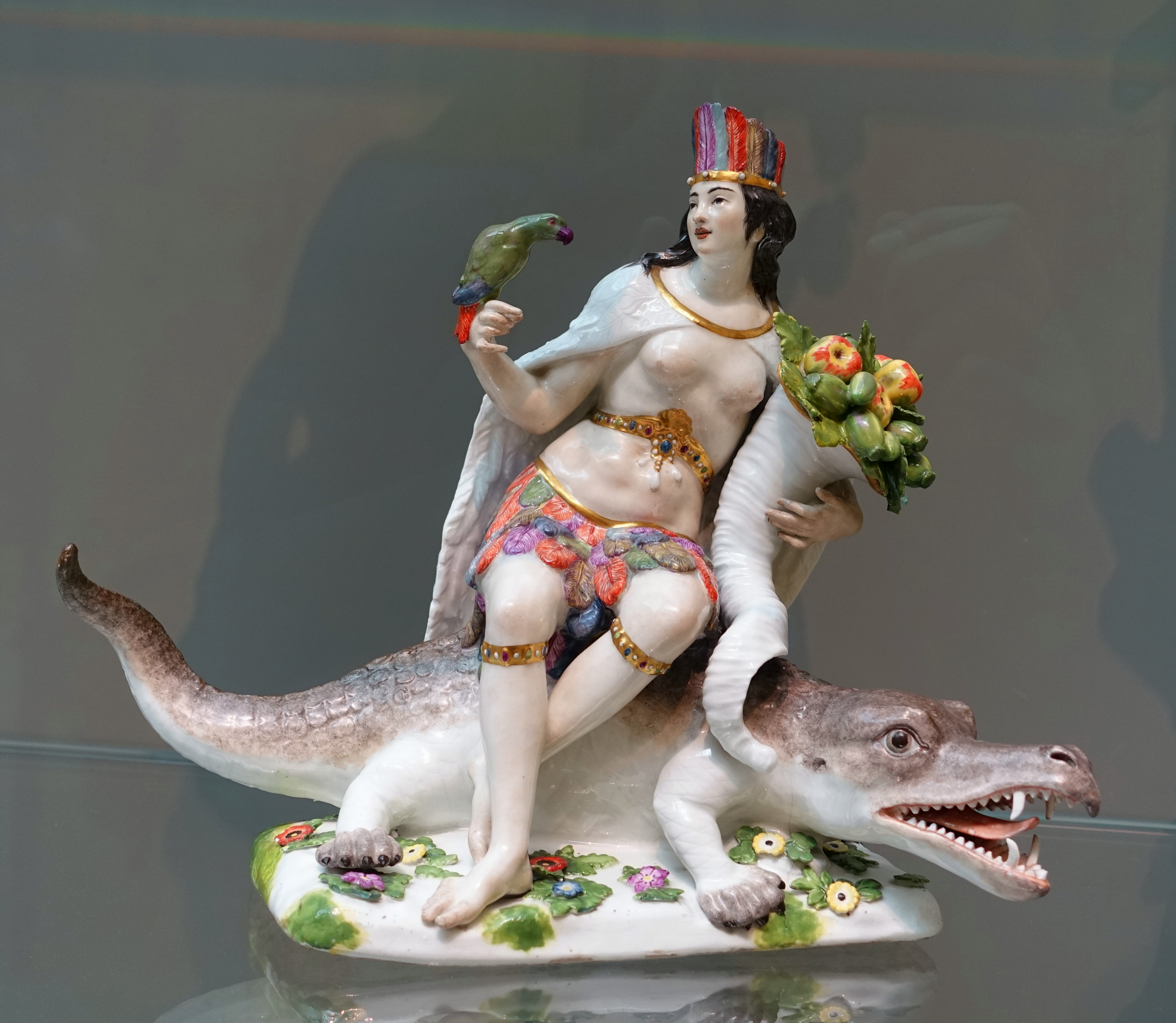
Porcelana de Meissen, c. 1760, modelado por Johann Joachim Kändler, quien hizo varias versiones de los Cuatro Continentes.

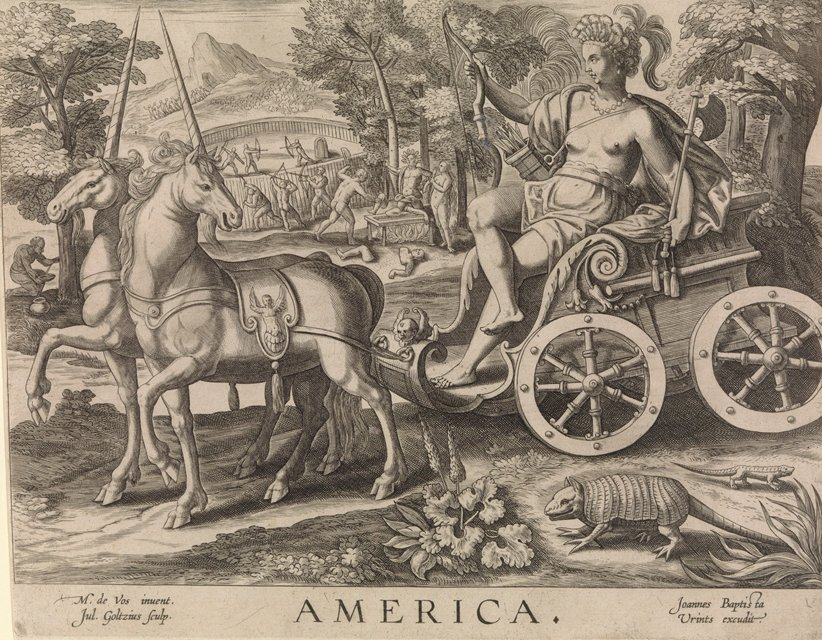
América, de Los cuatro continentes grabado por Julius Goltzius después del diseño de Maerten de Vos, antes de 1595. Lucha y canibalismo en el fondo.

Las primeras personificaciones europeas de América, es decir, del continente americano, generalmente provienen de conjuntos de los Cuatro Continentes, todo lo que entonces se conocía en Europa. Estos fueron: Europa, Asia, África y América. La incorporación de América los convirtió en un grupo aún más atractivo para representar visualmente, ya que al ser cuatro se pueden colocar conjuntos alrededor de todo tipo de objetos de cuatro lados, o en pares a lo largo de la fachada de un edificio con una puerta central. 
Un conjunto de convenciones surgió rápidamente en cuanto a la iconografía de las personificaciones. Normalmente eran mujeres, con Europa vestida de reina, y claramente la líder del grupo. Asia está rica y totalmente vestida pero con un estilo exótico, con África y América como máximo a medio vestir y con accesorios exóticos. Uno de los atributos más antiguos y persistentes para América fue el loro; estos llegaron a Europa a principios del siglo XVI y fueron muy valorados. El tocado de plumas, con las plumas en posición vertical, reflejaba el tocado real de algunos pueblos americanos. Una cornucopia, que representa las nuevas plantas comestibles de América, era una característica muy común (aunque la manzana a menudo parece ser la más prominente). América es acompañada por una improbable apacible caimán o alligator, razonablemente comparables a los cocodrilos del Viejo Mundo, aunque las primeras imágenes pueden mostrar un exótico armadillo. 
El patrón para las representaciones modernas tempranas fue establecido por informes de América Central y del Sur, y permaneció en su lugar hasta el siglo XIX, cuando comenzó a ocurrir el contacto europeo con los nativos norteamericanos. En el siglo XVIII, la América británica comenzó a usar personificaciones basadas en Britannia y Liberty, así como en Columbia, algo así como una combinación de estos. A medida que más nuevas naciones americanas se independizaron, se adoptaron nuevas personificaciones nacionales. 

## Imágenes europeas

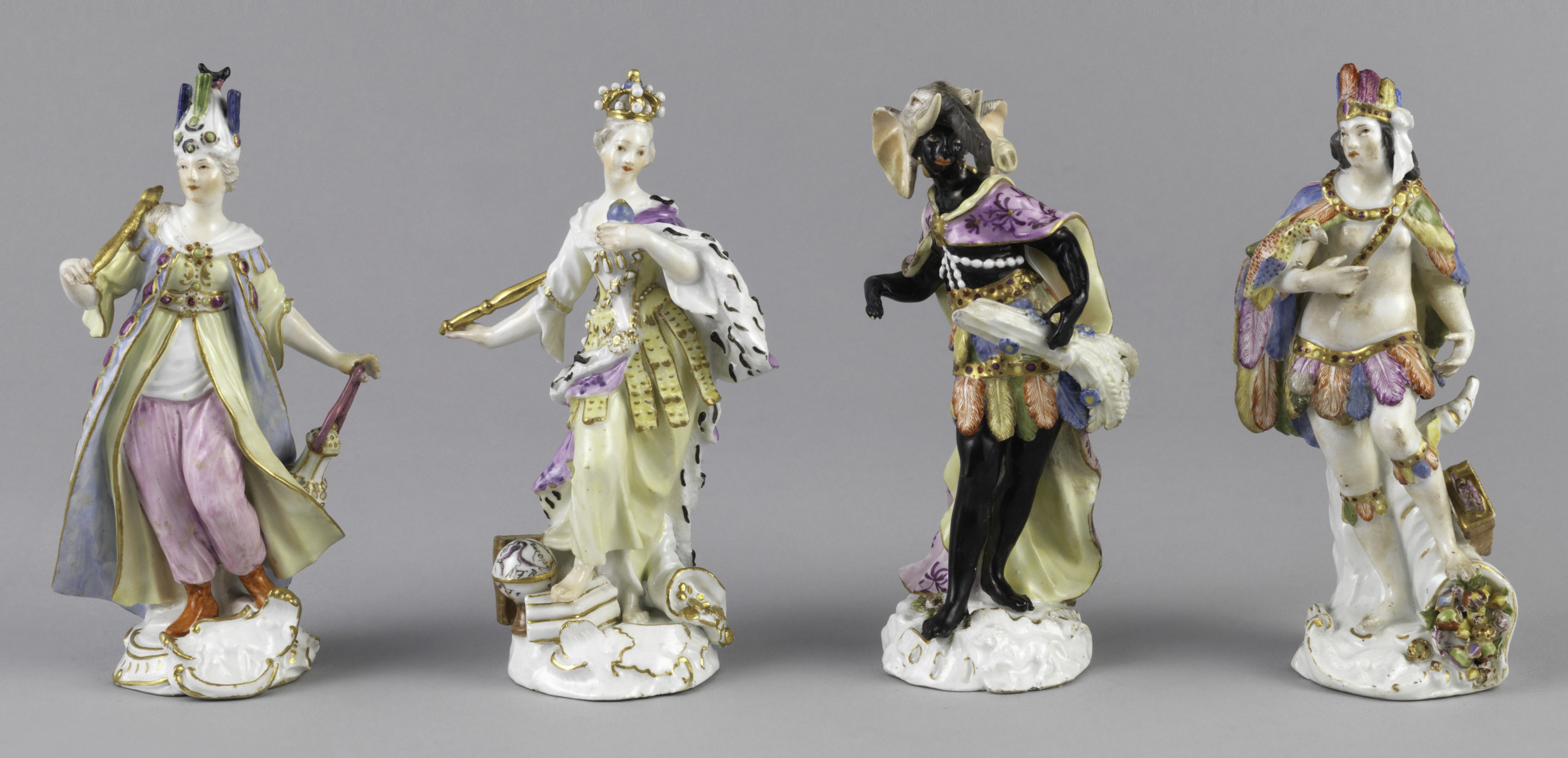
Conjunto de figuras de porcelana, c. 1775, desde la izquierda: Asia, Europa, África, América, con loros y cuernos de la abundancia.

La adición de América a los tres continentes o "partes del mundo" anteriores no fue inmediata después de 1492, ya que tomó algunos años establecer que América no era un extremo oriental de Asia, como Cristóbal Colón continuó pensando hasta su muerte, sino más bien una masa de tierra muy grande comparable a las demás. La noción misma de continente era incierta y los intelectuales contemporáneos intentaron integrar las tierras recién descubiertas en la mentalidad y la imagen ya complicada y disputada de la geografía mundial heredada de los antiguos griegos.
Algunas de las primeras personificaciones registradas provienen de la corte de Cosme I de Médici en Florencia. Aunque no participó en absoluto en la exploración de América (los Habsburgo habían dificultado mucho el viaje de los italianos en la década de 1520), los Médicis estaban muy interesados en ellos y habían adquirido una buena colección de artefactos, plantas y animales. Para la boda de Cosme con Leonor de Toledo, prima lejana de Carlos V, emperador del Sacro Imperio Romano, en 1539, las lujosas decoraciones de las calles para la procesión incluían imágenes de Carlos con personificaciones de España, Nueva España y Perú. No sobreviven imágenes, pero el libro oficial del festival tiene descripciones textuales, aunque claramente no se han explicado correctamente al autor. En el libro se dice que la Nueva España desnuda tenía una "piña", sin duda pretendía ser la fruta, y Perú "tenía con ella una oveja con un cuello largo", una llama. La procesión nupcial de Carlos en 1526 en Sevilla había incluido representaciones de indios americanos.
Imágenes como arcos y flechas, palos e indicaciones de canibalismo estarían estrechamente entrelazadas con la concepción artística de América como un reflejo de su idealización como un lugar de salvajismo y desierto tropical. En este momento, América personificaba elementos predominantemente poseídos asociados con entornos cálidos y tropicales debido a las regiones que se habían explorado primero. Estas zonas exploradas fueron principalmente las áreas tropicales de América Central y del Sur.
Las representaciones de América incluían detalles exóticos de fondo, especialmente fauna desconocida en Europa como "el loro o guacamayo, tortuga, armadillo, tapir, perezoso, jaguar y aligator". Sin embargo, los tatuajes usados por ambos sexos, que asombraron a los primeros escritores, fueron omitidos por artistas con sede en Europa, aunque dibujados por viajeros. Puede que se les haya considerado indecorosos en las personificaciones femeninas.
Mientras que Europa poseía la imagen de una noble o una diosa romana, América "generalmente se concibió como una salvaje bastante feroz, solo un poco alejado de la tradición medieval del hombre salvaje". Esto no sugiere que solo América fuera radicalmente diferente de Europa en términos de la apariencia de la figura. Fuera de la personificación, Asia tuvo también una apariencia dramáticamente diferente. Esto se ve en la impresión La entrada del embajador de Persia en París, vista en la Place Royal, el 7 de febrero de 1715 . Viniendo del "reino muy exótico de Persia", la placa representa al diplomático persa Mohammed Reza Beg con su séquito, casi todos hombres con turbantes, bigotes, narices con una forma caractetrística y túnicas, algunos con bracamartes. Sin embargo, esto argumenta que América fue quizás iconográficamente el continente más antitético a Europa en la mayoría de los continentes personificados. 

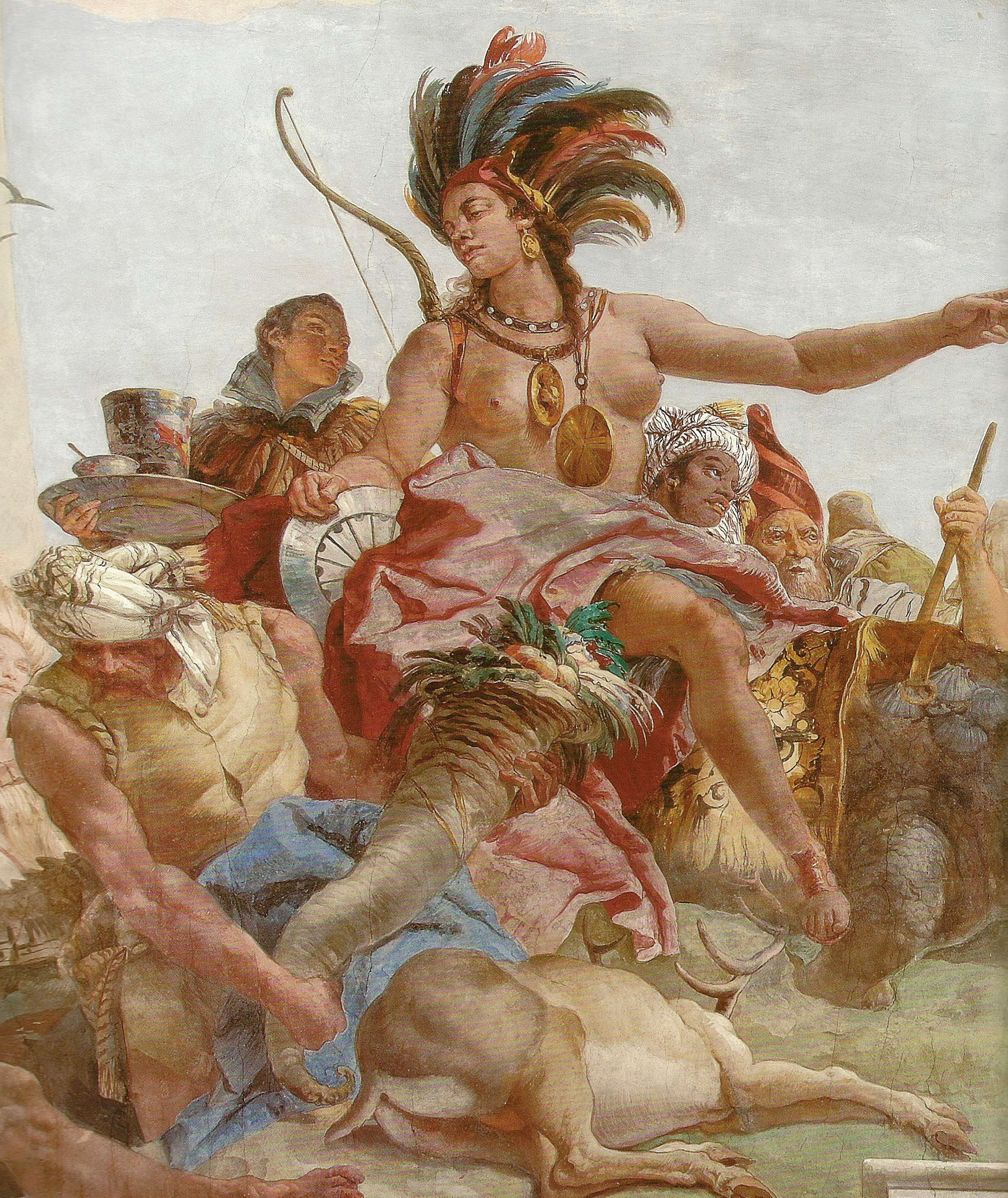
Giovanni Battista Tiepolo, fresco en la Residencia de Wurzburgo, 1750. América se sienta en un enorme cocodrilo.

Esta disparidad entre los dos continentes es especialmente aguda en las personificaciones continentales en la escalera de la Residencia de Würzburg. Allí, se ve a Europa, de acuerdo con la representación de Ripa, como la más noble vestida, además de estar rodeada de reliquias del arte, la ciencia y la iglesia. Esto se opone a la representación de América como desnuda, con una corona de plumas, un arco, un loro posado en su muñeca, acompañado de un montón de cabezas. Además de estos diversos grados de civilidad en sus representaciones, aquí se muestra que Europa y América están en una relación directa de superioridad religiosa y servilismo. Al describir a América en términos de potencial religioso con respecto a las pinturas en Würzburg, se argumentó que "una de las principales connotaciones de este nuevo mundo era religiosa, y específicamente misionera".

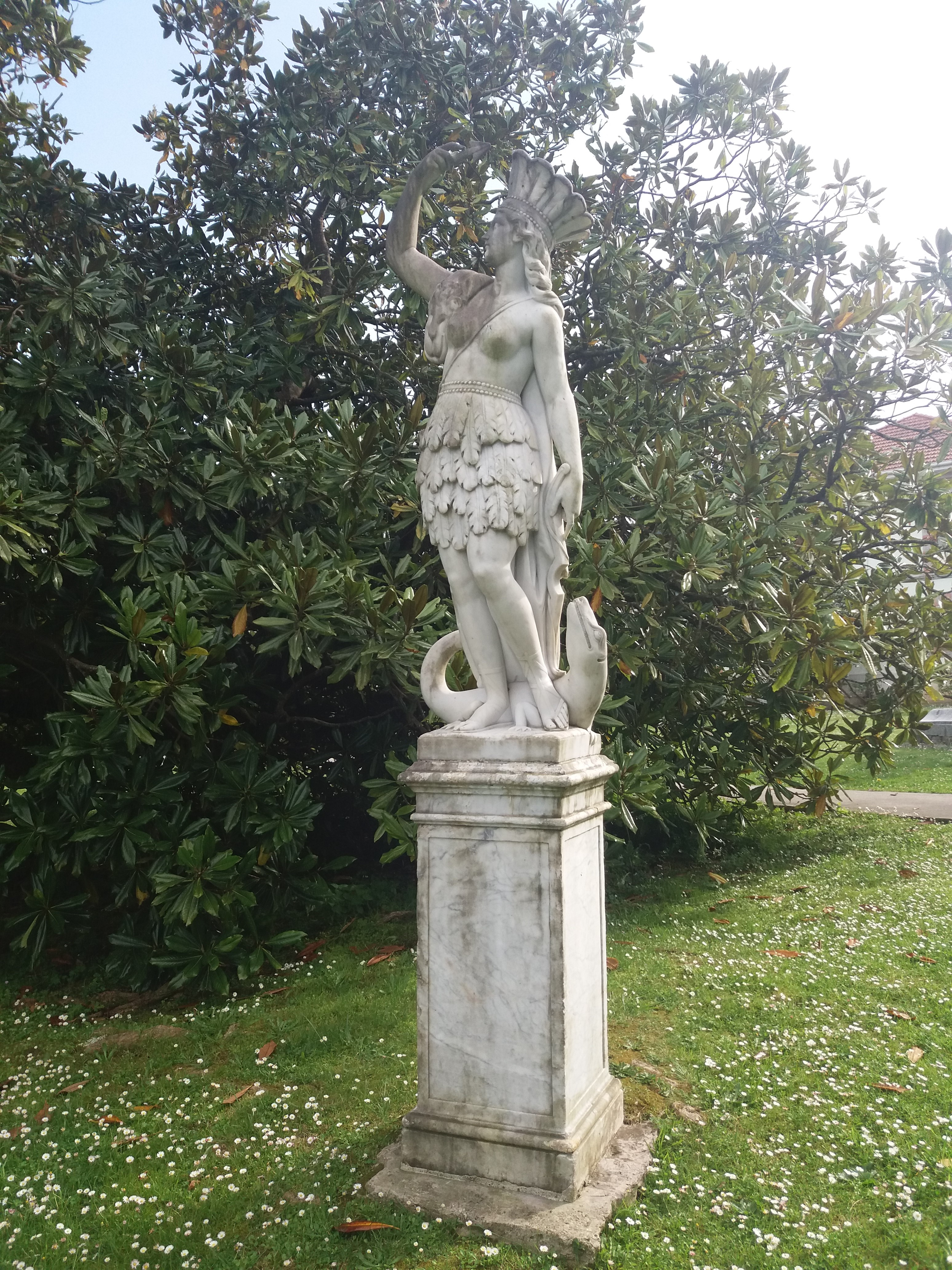
América por Virginio Arias (Finca del Marqués de Valdecilla, c. 1895)

A pesar de la concepción predominante de América personificada como una mujer medio vestida con plumas, sosteniendo un arco y con un gran reptil a su lado, y una cabeza incorpórea a sus pies, no todas las imágenes de América se hicieron estrictamente de acuerdo con lo que era esencialmente la plantilla de Ripa para las personificaciones continentales, ni los elementos culturales o la vida silvestre representados siempre se mantuvieron firmes en la realidad de América. De hecho, a medida que pasó el tiempo, en lugar de la familiaridad que genera autenticidad en las representaciones, la licencia artística se hizo aún más desenfrenada. 

“A medida que el Nuevo Mundo se volvió menos amenazante para los europeos, su personificación se hizo más suave, más decorativa, más arcadiana. Las amazonas dieron paso a jóvenes elegantes, a quienes el gusto europeo por el exotismo les otorgaba un atractivo cada vez más voluptuoso”.

En virtud de esto, la representación de América como un salvaje se convirtió en un noble salvaje, o "princesa india".
En otros aspectos, menos políticamente cargados, también hubo inconsistencias en la descripción de América, particularmente con el tipo de animales que la acompañan. A menudo, África y América estaban confundidos, con sus atributos convencionales intercambiados; presumiblemente esto se debió a que ambos eran considerados lugares cálidos y exóticos. América se ha mostrado con una serie de animales que no se encuentran naturalmente en dicho continente, así se muestra con un camello, y una representación de una mujer con un elefante había sido etiquetada como "América" durante muchos años. Estas imprecisiones se incluyeron en un enigma más amplio de América y África a las que se les permitía compartir iconografía, incluso dentro del mismo contexto, como en una instancia donde las personificaciones de América y África se retratan como niños en el acto de jugar entre sí.

## Primeras imágenes en América del Norte
Las primeras imágenes de personificación hechas por europeos asentados en América incluían algunas versiones de los tipos europeos, incluidos los grabados de Paul Revere, pero tales criollos no se alegraron mucho de ser simbolizados por los nativos americanos, con quienes a menudo estaban en guerra. Antes de la independencia, ya habían comenzado a usar figuras que combinaban aspectos de Britannia y Liberty, y después de que rápidamente abandonó la primera. Las figuras ahora a veces se llamaban "America" y a veces "Liberty", más tarde se decidieron por la última. Durante la mayor parte del siglo XIX, las monedas estadounidenses llevaban una cabeza femenina neoclásica llamada "Liberty". Aunque Columbia estaba en uso literario desde alrededor de 1730, no parece haber sido utilizada en imágenes hasta más tarde, alrededor de 1800.

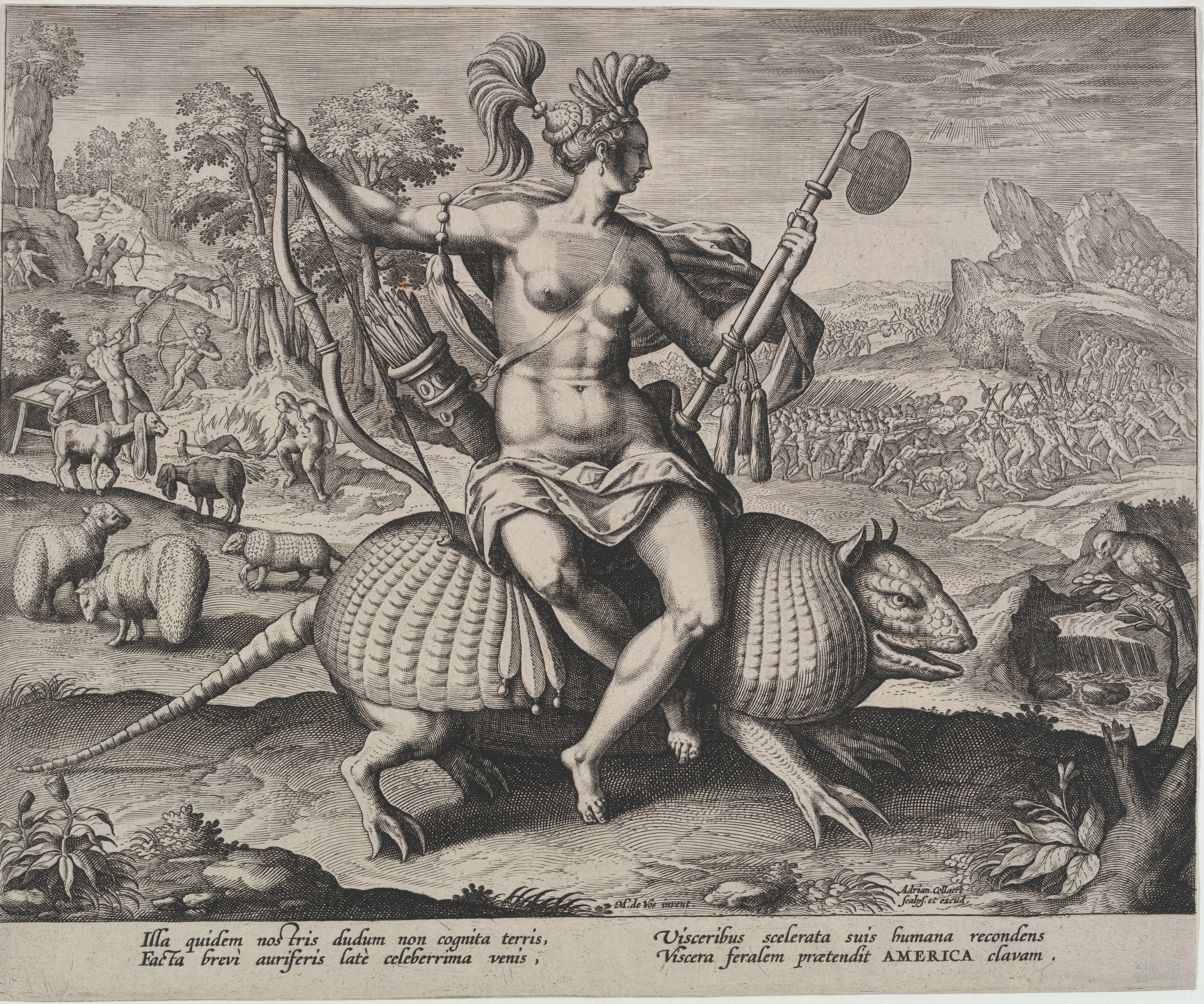
Grabado según Maerten de Vos, siglo XVI. Los cautivos están siendo masacrados y cocinados en el fondo izquierdo.
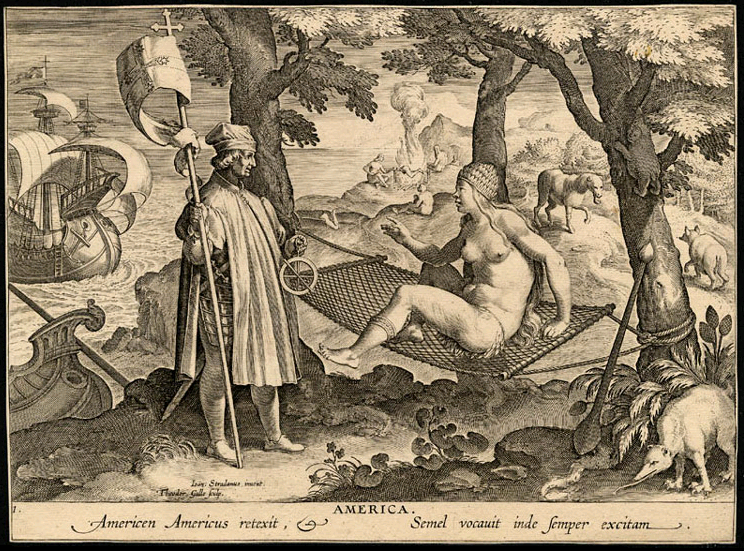
Theodor Galle después de Stradanus, Amerigo Vespucci despierta a América en su hamaca, 1570. En el fondo se está asando un cautivo.
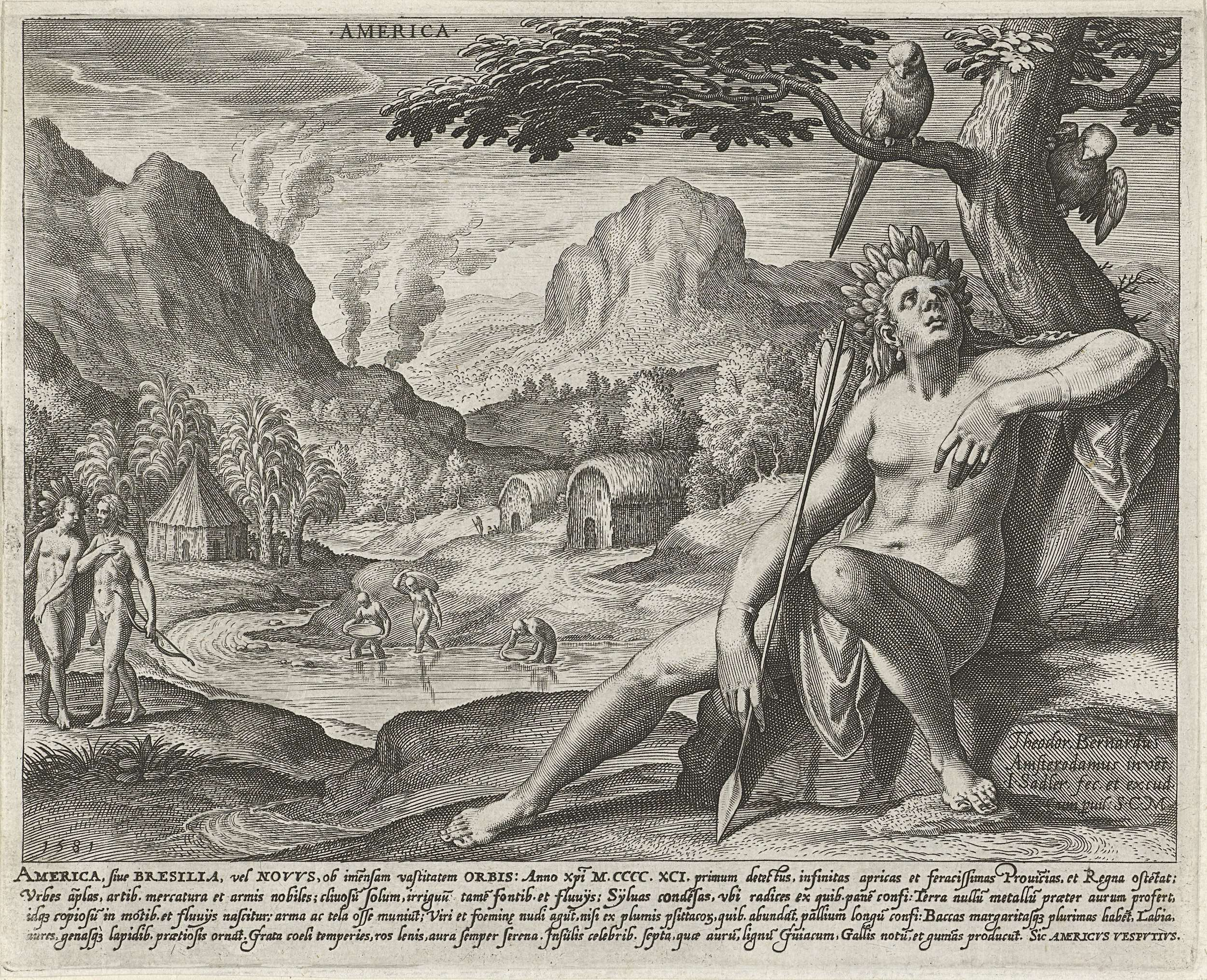
Grabado de Jan Sadeler, 1581, con una escena pacífica detrás.
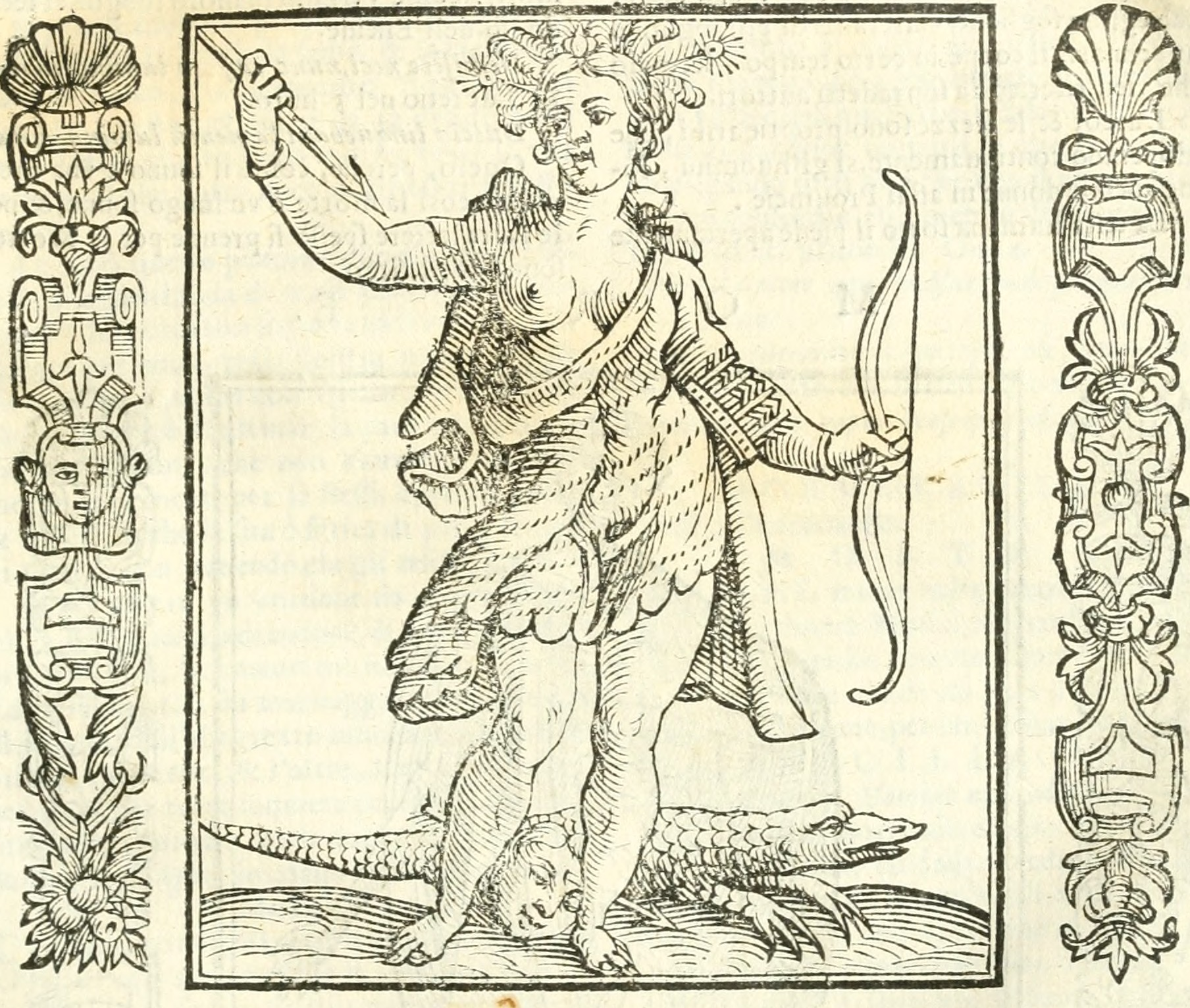
Edición de 1618 del libro de emblemas de Cesare Ripa Iconologia,  con una cabeza cortada entre sus pies.
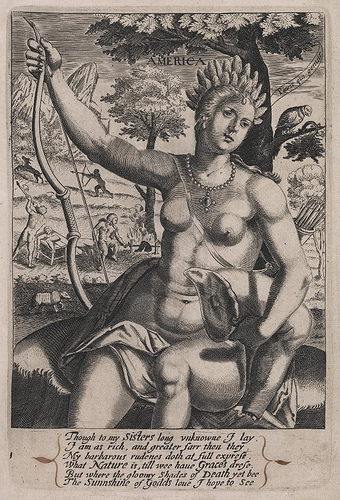
Impresión en inglés, 1634. América tiene una pierna humana.
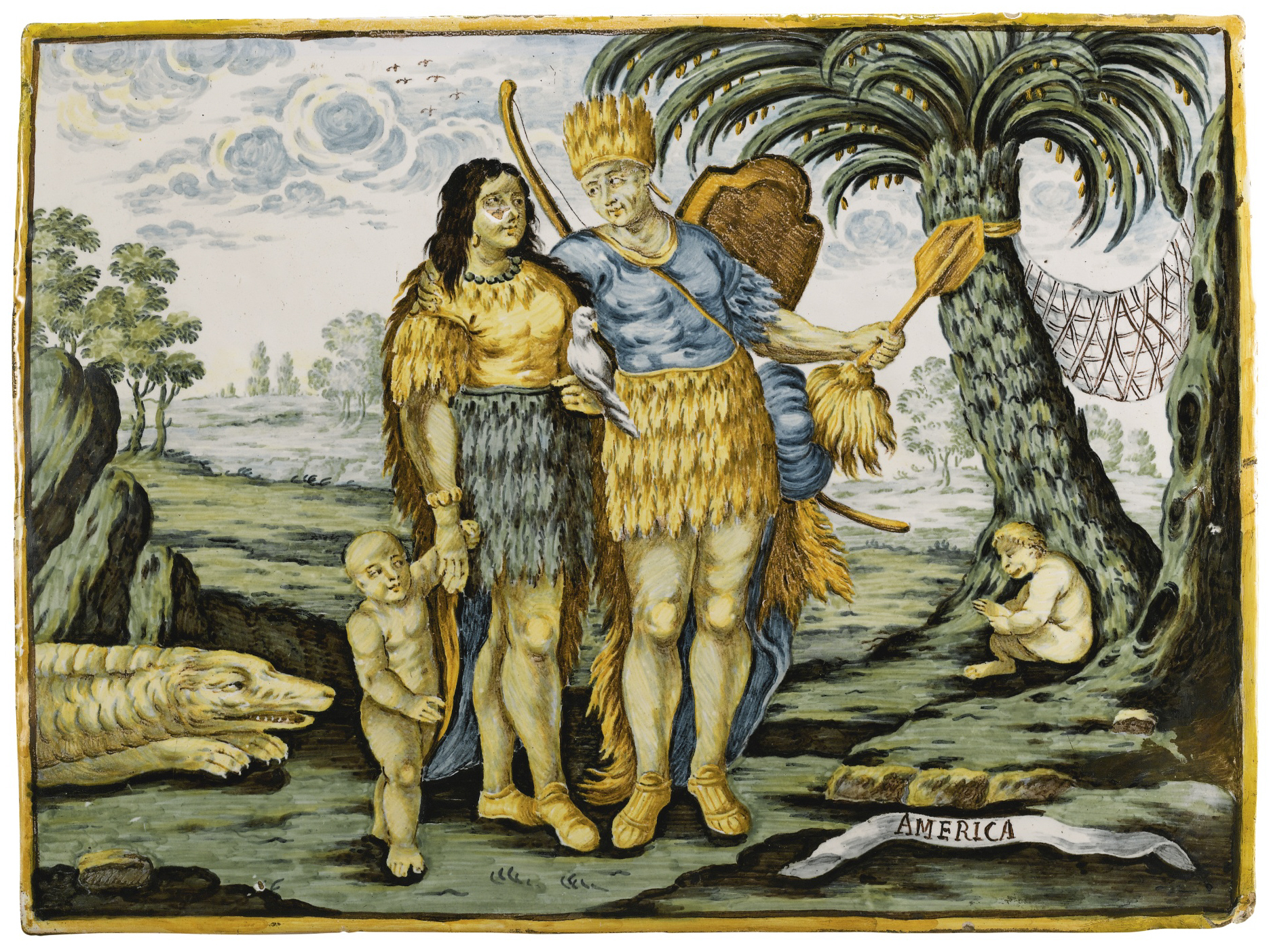
Azulejo de mayólica italiana, década de 1740
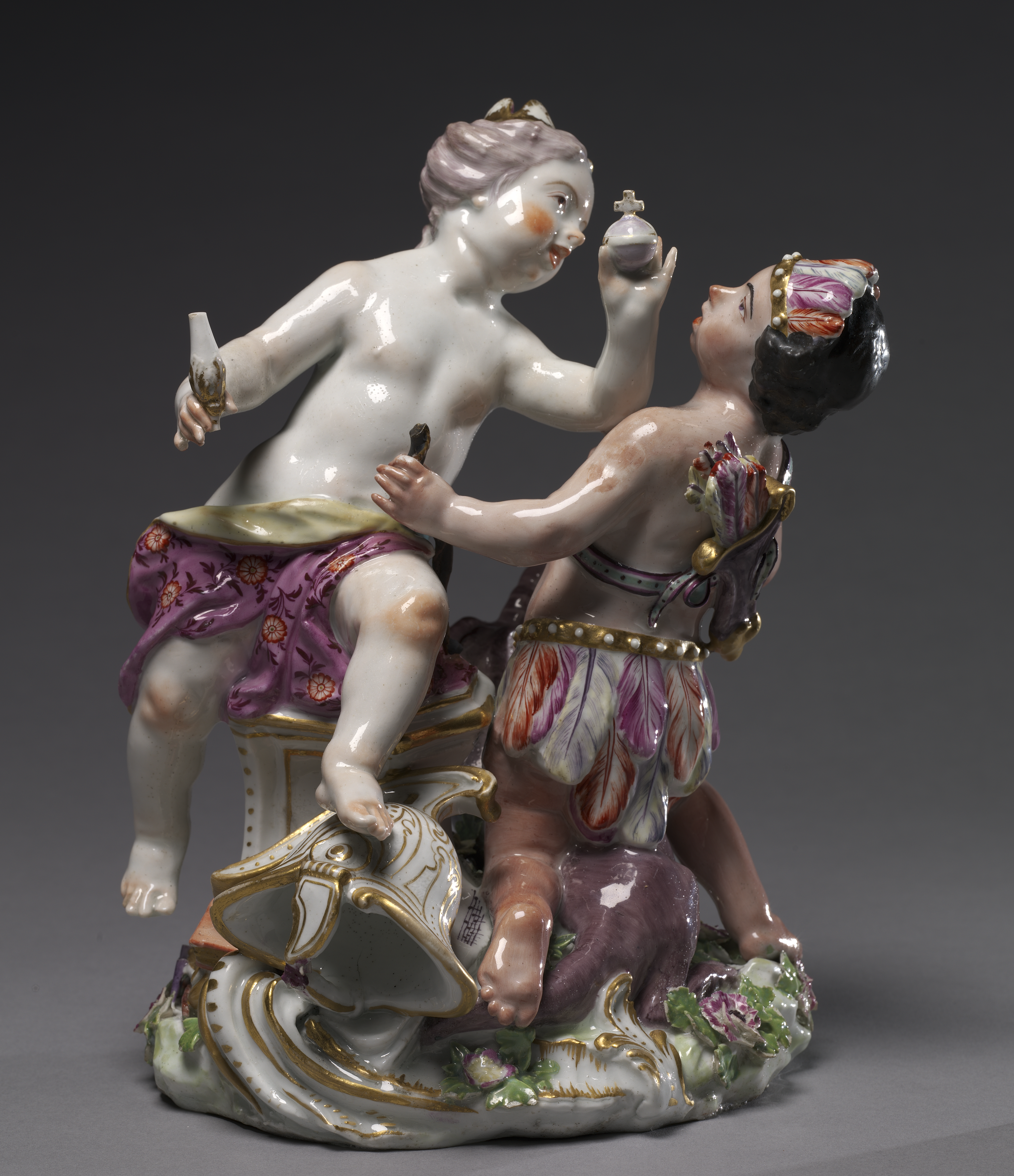
Porcelana de Chelsea, Europa y América (con su cetro y arco ahora rotos), c. 1760. Un cocodrilo púrpura entre los pies de América.
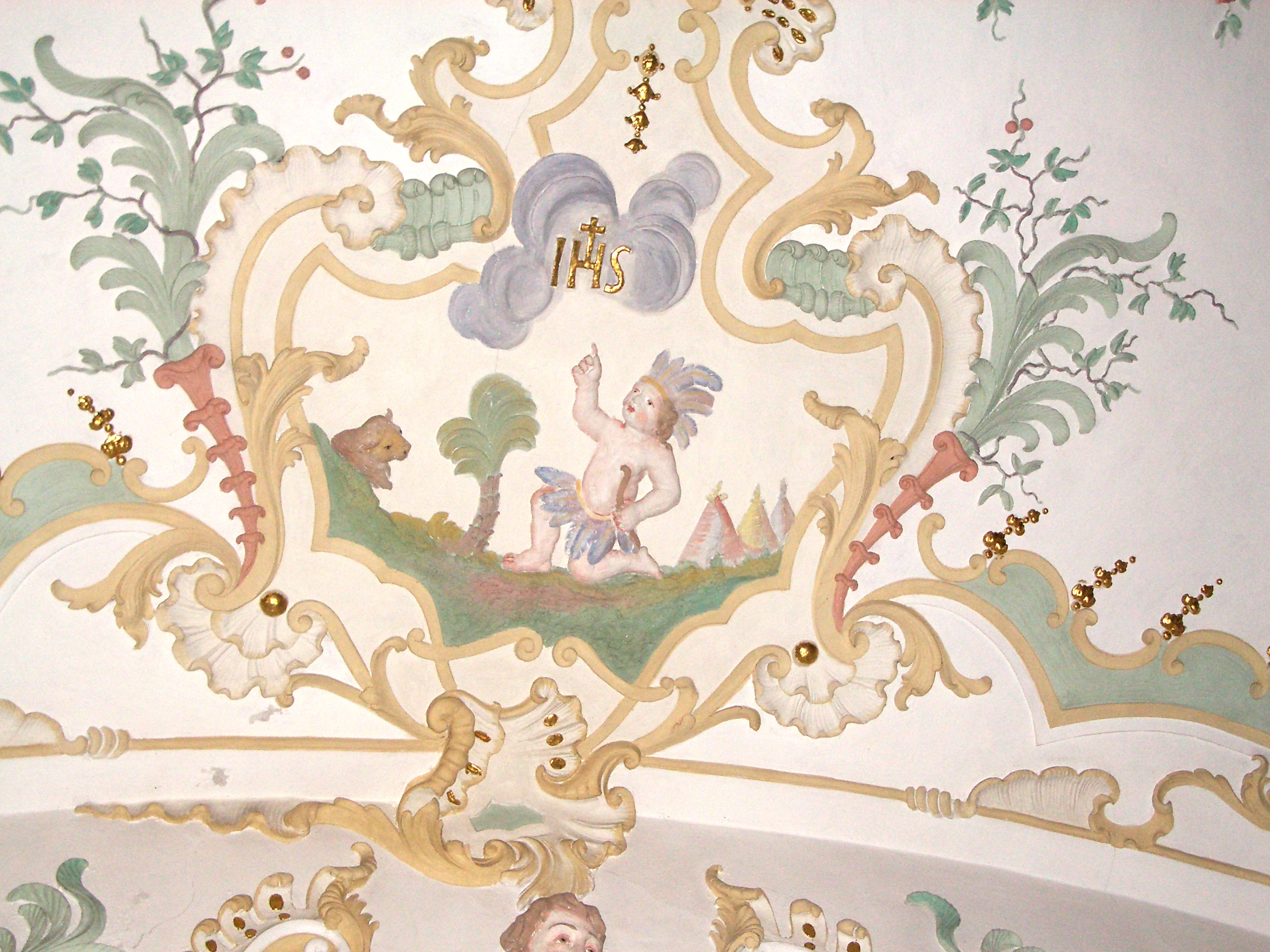
Estuco del siglo XVIII en la iglesia de los jesuitas, Mindelheim . Ahora aparecen tipis y un bisonte a los lados, aunque el antiguo disfraz de plumas sudamericano permanece.
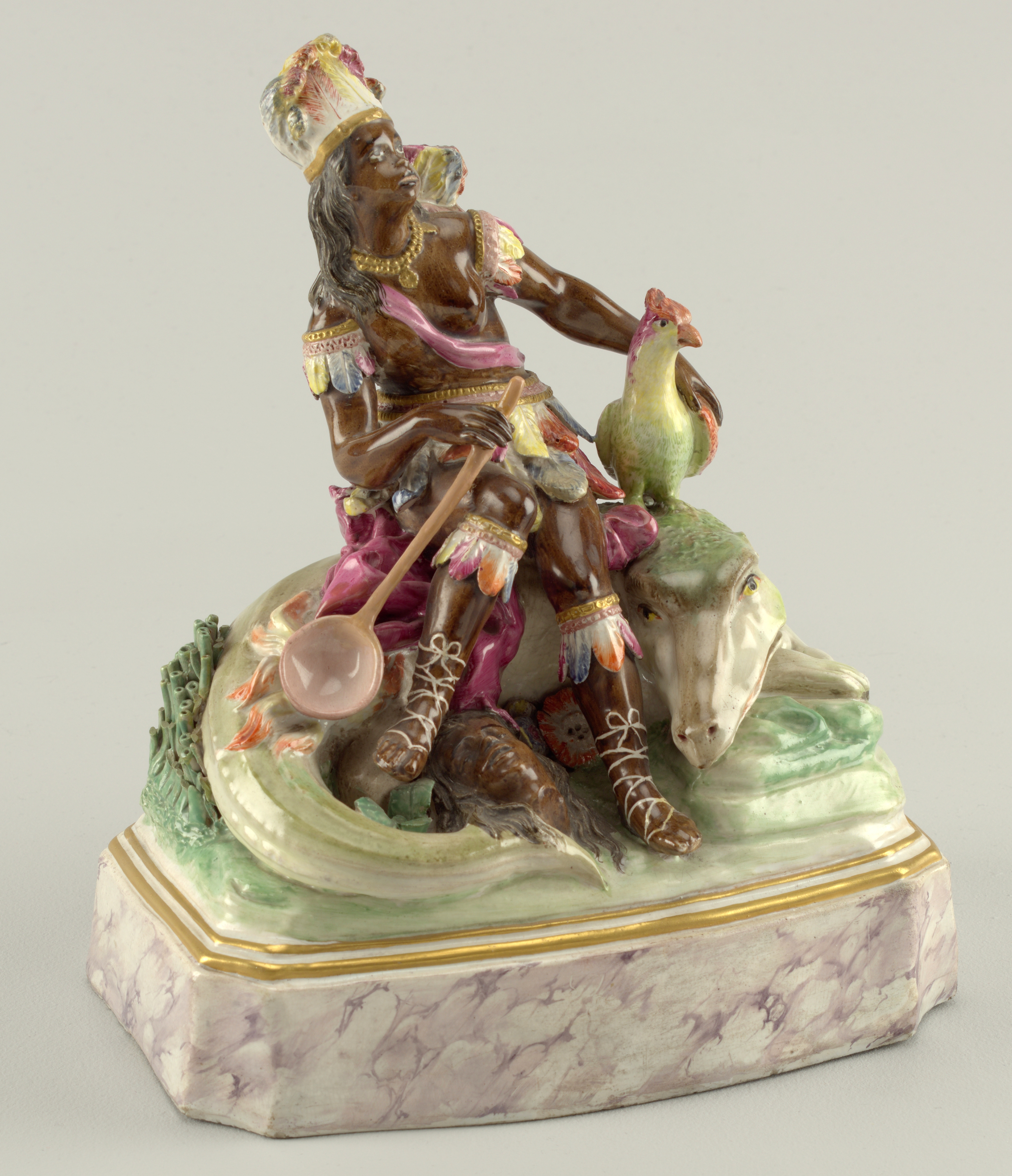
Figura de porcelana española, c. 1770, con atributos que incluyen una cabeza cortada y un caimán.
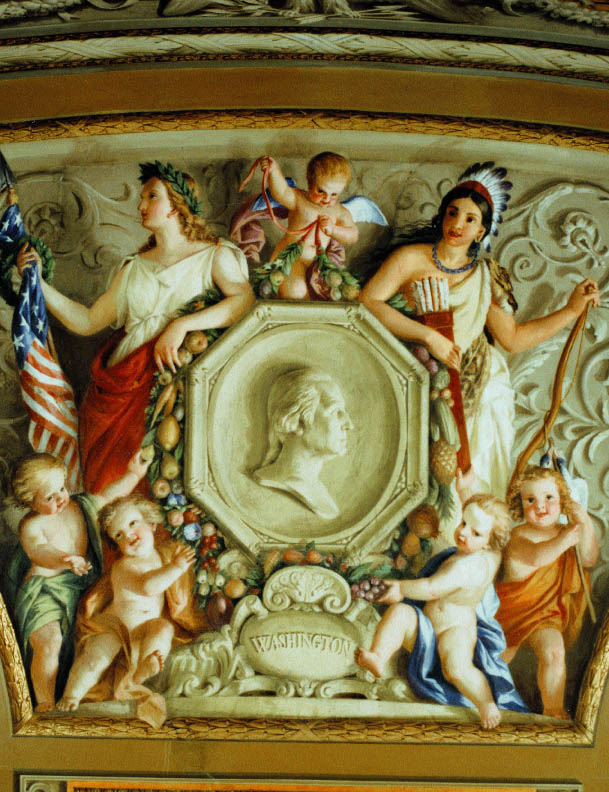
Detalle de un fresco de 1855-1856 de Constantino Brumidi en el Capitolio de los Estados Unidos en Washington, DC, Columbia (izquierda) y una aparición tardía de la princesa india